# Hexatoma (Eriocera) gamma
Hexatoma (Eriocera) gamma is een tweevleugelige uit de familie steltmuggen (Limoniidae). De soort komt voor in het Oriëntaals gebied.